# M/Y Nordstjernan
M/Y Nordstjernan är en motoryacht, som ritades av C G Pettersson och byggdes av Motor AB Reversator på Ramsö i Vaxholms kommun 1905.
M/Y Nordstjernan var en av de första motoryachterna i Sverige och byggdes för bildirektören Emil Salmson i Stockholm. Hon har därefter haft ett antal ägare i stockholmstrakten, innan hon 2015 såldes till Kanada och renoverades i Gravenhurst i Ontario. 